# Jogfilozófia
A jogfilozófia, régiesen jogbölcselet a joggal és törvénnyel foglalkozó filozófiai ág. Művelői a jog, a törvények természetének mélyebb megértését tűzték ki maguk elé. 

## Területei
A jogfilozófia fejlődése során három meghatározó szemléletmódja alakult ki:
- A természetjogi filozófia arra az ötletre épül, mely szerint az embert megváltozhatatlan, természetből eredő törvények övezik, és jogalkotóink feladata ezen törvények meghatározása, leírása, kodifikációja.
- Az analitikus jogfilozófia a következő kérdéseket teszi fel: Mi a törvény? Mik a jogérvényesség kritériumai? Mi a jog és a morál kapcsolata? etc.
- A normatív jogfilozófia fő problémája a jog mibenlétének kérdése. A moralitással és a politikai filozófiával van átfedésben, és tartalmaz olyan kérdéseket, mint például Engedelmeskedni kell-e egyáltalán a jognak? Mikor és hogyan büntethetők a jogsértők? Hogyan válasszuk meg a büntetések mértékét? Hogyan ítélkezzenek a bírók? A modern jogfilozófia elsődlegesen a nyugati eszmék hatása alatt áll. A nyugati törvénykezési tradíciók oly mértékben áthatották a világot, hogy univerzálisnak tekinthetők. Mégis, a filozófiatörténetben számtalan példát találunk arra, hogy arab filozófusoktól kezdve az ókori görögökig milyen végtelenül sokféleképpen gondolkodtak ezekről a kérdésekről.

## Jogfilozófiai alapkérdések
- Mi a jog?
- Mi az igazságosság?
- Mi az erkölcs szerepe?
- Miben áll a jog kötelező ereje?
- Alapvető emberi jogok jogfilozófiai alapja
- Emberi személy fogalma
- Milyen az emberi természet?
- Milyen a dolgok természete
- Közjó

## Jogfilozófiai irányzatok
- Klasszikus Természetjog
- Utilitarizmus
- Egzisztencializmus
- Jogpozitivizmus
- Tomizmus

## Jelentős magyar jogfilozófusok
- Pikler Gyula
- Somló Bódog

## Jelentős nem magyar jogfilozófusok
- Arisztotelész
- Aquinói Szent Tamás
- Alessandro Passerin D′Entreves
- Joseph Boyle
- Eugene Huber
- Gustav Fechner
- Francesco D'Agostino Cotta
- Francois Gény
- Thomas Hobbes
- Lon Fuller
- Georg Wilhelm Friedrich Hegel
- Germain Grisez
- Thomas Hobbes
- Immanuel Kant
- Jacques Leclerq
- Josef Pieper
- John Finnis
- John Locke
- Jeremy Bentham
- Rudolf von Jhering
- John Austin
- Hans Kelsen
- Helmut Coing
- H. L. A. Hart
- Jacques Maritain
- Gustav Radbruch
- Joseph Raz
- Niklas Luhmann
- Werner Maihofer
- Montesquieu
- Joseph Raz
- Reginaldo Pizzorni
- Ronald Dworkin
- John Rawls
- Michel Villey

## Kapcsolódó tudományok
- Jogszociológia
- Politikai filozófia
- Államelmélet